# De Toorts (uitgeverij)
Uitgeverij De Toorts is een Nederlandse uitgeverij die zich voornamelijk richt op informatieve uitgaven (non-fictie). 
De uitgeverij werd opgericht op 21 maart 1936 en was achtereenvolgens gevestigd in Heemstede en in Haarlem. In België worden de boeken verspreid door Uitgeverij EPO te Antwerpen.
Na 1945 werd de muziekdrukkerij Musica aan het bedrijf toegevoegd, aanvankelijk enkel voor eigen gebruik, maar dit deel van de onderneming groeide uit tot een volledig offsetbedrijf: De Gentiaan. De drie bedrijven werden verenigd in de Grafische Industrie Haarlem. 

## Fonds
De uitgeverij begon met uitgaven op het terrein van ethiek en muziekboeken ten behoeve van het muziekonderwijs voor kinderen en volwassenen.
Belangrijke thema's binnen het fonds zijn:
- ethiek
- muziek
- psychologie en psychotherapie
- gezondheidszorg en diëtetiek
- pedagogiek
- yoga
- beroepskeuze, waaronder de jaarlijkse inventarisatie van opleidingen in het Nederlandse en Vlaamse onderwijs (Nieuwe Gids voor School en Beroep)

## Muziekuitgaven
Vanaf de oprichting heeft De Toorts muziek- en liedboeken uitgegeven. Al in 1936 verscheen Het spel van moeder en kind: oude kinderrijmen voor jonge ouders, verzameld door Nienke van Hichtum; en in 1941 verscheen de succesvolle liedbundel Nederlands volkslied (Pollmann en Tiggers), die tot aan 1977 negentien herdrukken beleefde.
Ook verschenen er liedboeken als Ons volkslied (1947, De Klerk); het driedelige Kinderzang en kinderspel (1948-55; Pollmann, Tiggers, Kes); Viva la musica (1957; Willem Geursen, Gerrit Vellekoop); en de studie Het bloeitijdperk van het Nederlandse volkslied: van het ontstaan tot de zeventiende eeuw (1949, Max Prick van Wely). In de jaren 1949-1950 werd het muziektijdschrift Lusthof der lekenmuziek uitgegeven.
Ook eigentijdse bladmuziek werd bij De Toorts gepubliceerd, zoals van de componisten Bernard van Beurden, Tera de Marez Oyens, Robert Nasveld, Jan Misdom, Daan Manneke en Jacob ter Veldhuis. Voor het speciaal onderwijs verscheen de reeks Muziek Speciaal.